# Франсис Ливенворт
Франсис Ливенворт (енгл. Francis Preserved Leavenworth; Маунт Вернон, 3. септембар 1858 — , 12. новембар 1928) је био амерички астроном.
Открио је, заједно са Франком Милером и Ормондом Стоуном многе НГЦ/ИЦ објекте. Они су користили 26-инчни рефрактор од Леандра Мекормика у опсерваторију на Универзитету Вирџинија у Шарлотсвилу.

## Открића
На Мекормиковој опсерваторији открио је 250 тела, углавном галаксија из новог општег каталога и 3 из индекс каталога.
- NGC 102
- NGC 106
- NGC 111
- NGC 135
- NGC 166
- NGC 167
- NGC 179
- NGC 209
- NGC 230
- NGC 232
- NGC 235A
- NGC 239
- NGC 263
- NGC 283
- NGC 284
- NGC 285
- NGC 286
- NGC 303
- NGC 320
- NGC 331
- NGC 335
- NGC 336
- NGC 369
- NGC 377
- NGC 412
- NGC 413
- NGC 417
- NGC 478
- NGC 480
- NGC 487
- NGC 539
- NGC 540
- NGC 567
- NGC 583
- NGC 594
- NGC 1234